# Olha Semljak
Olha Mykolajiwna Semljak (ukrainisch Ольга Миколаївна Земляк, engl. Transkription Olha Zemlyak; * 16. Januar 1990 in Riwne) ist eine ukrainische Sprinterin, die sich auf den 400-Meter-Lauf spezialisiert hat.

## Sportliche Laufbahn
2009 wurde sie positiv auf Norandrosteron getestet und wegen dieses Verstoßes gegen die Dopingbestimmungen für zwei Jahre gesperrt.
2012 wurde sie bei den Hallenweltmeisterschaften in Istanbul mit der ukrainischen Mannschaft in der 4-mal-400-Meter-Staffel wegen einer Bahnüberschreitung disqualifiziert. Bei den Europameisterschaften in Helsinki wurde sie Vierte über 400 Meter und siegte mit der ukrainischen 4-mal-400-Meter-Stafette, und bei den Olympischen Spielen in London kam sie mit der Stafette auf den dritten Platz.
2013 schied sie bei den Halleneuropameisterschaften in Göteborg über 400 Meter im Vorlauf aus und wurde in der Staffel Fünfte. Bei den Weltmeisterschaften in Moskau trug sie mit einem Einsatz im Vorlauf zum fürnften Platz der ukrainischen 4-mal-400-Meter-Stafette bei.
Im Jahr darauf gewann sie bei den Europameisterschaften 2014 in Zürich jeweils Silber im Einzel- und im Staffelbewerb. Beim Leichtathletik-Continentalcup in Marrakesch wurde sie Fünfte über 400 Meter und Zweite mit der europäischen 4-mal-400-Meter-Stafette.
Bei den Weltmeisterschaften 2015 in Peking schied sie über 400 Meter im Vorlauf aus und wurde in der 4-mal-400-Meter-Staffel Sechste. Einen Tag vor Beginn der Weltmeisterschaften in London wurde sie und ihre Landsfrau Olessja Powch des Dopings überführt und ihr daraufhin ein Start untersagt. 2018 wurde Semljak rückwirkend für acht Jahre gesperrt. Im Berufungsverfahren vor dem Internationalen Sportgerichtshof unterlag Semljak, allerdings wurde der Beginn der Sperre auf den 15. Juli 2016 festgesetzt.

## Persönliche Bestzeiten
- 400 m: 50,75 s, 14. August 2016 in Rio de Janeiro
  - Halle: 52,09 s, 12. Februar 2017 in Metz